# مارتين راموس
مارتين راموس (26 أغسطس 1991 في الأرجنتين - ) (بالإسبانية: Martín Ramos)‏ هو لاعب كرة طائرة الأرجنتين في مركز وسط ‏. شارك في الكرة الطائرة في الألعاب الأولمبية الصيفية 2016. ولعب مع UPCN Vóley Club ‏.

## وصلات خارجية
- مارتين راموس على موقع الاتحاد الأوروبي (الإنجليزية)
- مارتين راموس على موقع عالم الكرة الطائرة (الإنجليزية)
- مارتين راموس على موقع اللجنة الأولمبية الدولية (الإنجليزية)
- مارتين راموس على موقع أوليمبيديا (الإنجليزية)
- مارتين راموس على موقع اللجنة الأولمبية الأرجنتينية (الإسبانية)